# 玉米毛蚁
玉米毛蚁（学名：Lasius alienus）是蚁科蚁亚科毛蚁属之下的一个种。

## 描述
该物种的蚁后体长为 8mm-9mm左右，灰褐色至褐黑色，头部比并胸腹小；工蚁平均在 3m-4.2mm左右，体暗褐色或偏浅色，触角柄节和足径节为黄褐色，上颚则为褐红色。毛发较为稀疏，足径节和触角柄节的毛发极少甚至没有。全身上下附有倒伏柔毛被。头部光泽较亮，具细微的网状刻点和浅刻点，前胸背板略光亮及横向的细小刻纹。上颚八齿，稀九齿；唇脊发达。结节前面凸，后面平，侧缘凸，顶端窄又直或凹；雄蚁体长 3mm-3.8mm，灰黑色。翅膀透明。触角柄节和足径节无立毛。成熟群落下的工蚁最大可达 5mm。
该物种为单后制， 群落数量最多可达 30万只工蚁左右。五月至八月婚飞。 该物种为杂食性，喜欢甜食及节肢动物，靠群体外出觅食。

## 分布
该物种的分布极为广泛，横跨了多个大洲。分布在亚洲（俄罗斯、中国北部 及一些周边国家）、整个欧洲、非洲最北部和北美洲。 主要栖息在平原或者林内，在地下或石头下筑巢。
1. 1 2 3  .   [2024-07-15]. （原始内容存档于2024-09-13）.
2. 1 2  吴, 坚; 王, 常禄. . 中国林业出版社. 1995-1: 210. ISBN 9787503815454 （中文）.
3. 1 2 3 4 5  . baike.baidu.com.   [2024-07-15].
4. ↑  .   [2024-07-15]. （原始内容存档于2024-07-15）.